# Paweł Gil
Paweł Gil (født 28. juni 1976) er en polsk fodbolddommer fra Lublin. Han har dømt internationalt under det internationale fodboldforbund FIFA siden 2009, hvor han er indrangeret som kategori 1-dommer, der er det tredjehøjeste niveau for internationale dommere.

## Kampe med danske hold
- Den 21. marts 2009: Kvalifikation til U/17 EM 2009: Danmark U17 – Norge U17 4-0.
- Den 19. september 2012: Champions League gruppespil: Shakhtar Donetsk – FC Nordsjælland 2-0.